# 猪股裕紀洋
猪股 裕紀洋（いのまた ゆきひろ、1953年〈昭和28年〉3月29日 - ）は、日本の小児外科学者、移植外科学者、小児外科医、移植外科医。医学博士。熊本大学名誉教授、熊本労災病院名誉院長。

## 略歴
新潟県新潟市（現 新潟市東区）出身。1971年（昭和46年）3月に新潟高等学校を卒業、1977年（昭和52年）3月に京都大学医学部医学科を卒業、1986年（昭和61年）3月に京都大学大学院医学研究科医学専攻博士課程を修了。
2000年（平成12年）8月に熊本大学医学部附属病院小児外科教授に就任、2002年（平成14年）4月に熊本大学医学部小児外科学講座教授に就任、2003年（平成15年）4月に熊本大学大学院医学薬学研究部小児外科学分野教授に就任。
2009年（平成21年）4月に熊本大学医学部附属病院病院長に就任、2010年（平成22年）11月15日に熊本大学医学部附属病院で手術を執刀、日本国内最年少の生後13日の新生児の生体肝移植に成功。

## 年譜
- 1971年（昭和46年）03月 - 新潟高等学校卒業
- 1977年（昭和52年）03月 - 京都大学医学部医学科卒業
- 1977年（昭和52年）06月 - 彦根市立病院小児科医師
- 1979年（昭和54年）04月 - 京都大学医学部附属病院外科研修医
- 1979年（昭和54年）07月 - 大阪赤十字病院外科医師
- 1982年（昭和57年）04月 - 京都大学大学院医学研究科医学専攻博士課程入学
- 1983年（昭和58年） - 1984年（昭和59年） - 国立小児病院外科レジデント
- 1986年（昭和61年）03月 - 京都大学大学院医学研究科医学専攻博士課程修了
- 1986年（昭和61年）04月 - 京都大学医学部附属病院外科医員
- 1987年（昭和62年）04月 - 京都大学医学部附属病院外科助手
- 1988年（昭和63年）04月 - 京都市立病院外科医長
- 1989年（平成01年）07月 - 医学博士（京都大学）
- 1989年（平成01年）10月 - 倉敷中央病院外科医長
- 1991年（平成03年）10月 - アイオワ大学外科留学
- 1992年（平成04年）10月 - 日本バプテスト病院外科部長
- 1993年（平成05年）10月 - 京都大学医学部附属病院外科助手
- 1995年（平成07年）01月 - 京都大学医学部外科講師
- 1995年（平成07年）05月 - 6月 - ストラスブール大学外科客員教授
- 1996年（平成08年）02月 - 京都大学大学院移植免疫医学講座助教授
- 2000年（平成12年）08月 - 熊本大学医学部附属病院小児外科教授
- 2002年（平成14年）04月 - 熊本大学医学部小児外科学講座教授
- 2003年（平成15年）04月 - 熊本大学大学院医学薬学研究部小児外科学分野教授
- 2007年（平成19年）04月 - 2009年（平成21年）3月 - 熊本大学医学部附属病院副病院長
- 2009年（平成21年）04月 - 2013年（平成25年）3月 - 熊本大学医学部附属病院病院長、熊本大学副学長
- 2010年（平成22年）04月 - 熊本大学大学院生命科学研究部小児外科学分野教授
- 2012年（平成24年）04月 - 熊本大学大学院生命科学研究部小児外科学・移植外科学教授
- 2017年（平成29年）03月 - 熊本大学退官
- 2017年（平成29年）04月 - 熊本労災病院院長
- 2024年（令和06年）04月 - 熊本労災病院名誉院長・顧問

## 称号
- 熊本大学名誉教授
- 熊本労災病院名誉院長
- 日本小児外科学会名誉会員
- 日本移植学会名誉会員
- 日本肝胆膵外科学会名誉会員
- 日本肝移植学会名誉会員
- 日本胆道閉鎖症研究会名誉会員
- 日本外科学会特別会員

## 著作物

### 編書
- 『スタンダード小児外科手術 押さえておきたい手技のポイント』田口智章・岩中督[監修]、黒田達夫・奥山宏臣[共編]、メジカルビュー社、2013年。

### 論文
- CiNii収録論文 - CiNii